# ساندویچ (فیلم ۲۰۰۶)
«ساندویچ» (انگلیسی: Sandwich) یک فیلم هندی است که در سال ۲۰۰۶ منتشر شد. از بازیگران آن می‌توان به گوویندا و ماهیما چودری اشاره کرد.